# Maylis de Kerangal
Maylis Le Gal de Kerangal dite Maylis de Kerangal est une écrivaine française, née le 16 juin 1967 à Toulon.

## Biographie

### Enfance et formation
Maylis de Kerangal passe son enfance au Havre. Son père est pilote de navire et son grand-père est capitaine au long cours. La mer joue un rôle important dans sa vie et son œuvre. Issue d'une famille catholique, elle étudie dans des établissements publics du Havre, au collège Raoul Dufy puis au lycée Porte-Océane.
Elle étudie en classe préparatoire au lycée Jeanne-d'Arc à Rouen et ensuite à Paris de 1985 à 1990 l'histoire, la philosophie et l'ethnologie.
Elle commence à travailler chez Gallimard jeunesse une première fois de 1991 à 1996, avant de faire deux séjours aux États-Unis, à Golden dans le Colorado en 1997.
Mariée, elle est mère de quatre enfants. Elle vit à Paris. 

### Carrière d'écrivaine
(octobre 2024).
Maylis de Kerangal naît dans une famille où « la littérature a une place de choix ». Du côte paternel : « On lit beaucoup dans la Marine car il y a de l'ennui sur les bateaux ». Du côté maternel : « Ma mère a été longtemps bibliothécaire ».
Elle publie son premier roman, Je marche sous un ciel de traîne, en 2000, suivi en 2003 par La Vie voyageuse, puis par Ni fleurs, ni couronnes en 2006, Dans les rapides en 2007 et par Corniche Kennedy en 2008. Ce dernier roman figure cette année-là dans la sélection de plusieurs prix littéraires comme le Médicis ou le Femina.
Elle crée en même temps les Éditions du Baron Perché, spécialisées dans la jeunesse, où elle travaille de 2004 à 2008 avant de se consacrer à l'écriture. Elle participe aussi à la revue Inculte.
Le 3 novembre 2010, Naissance d'un pont remporte à l'unanimité et au premier tour le prix Médicis. Le livre remporte aussi le prix Franz-Hessel ; la même année, il est sélectionné pour les prix Femina, Goncourt, et Flore. Le prix Franz-Hessel permet à l'ouvrage de bénéficier d'une traduction en allemand, parue en 2012 chez Suhrkamp.
En 2011, elle est l'une des participantes du Salon du livre de Beyrouth au BIEL .
En 2012, elle remporte le prix Landerneau pour son roman Tangente vers l'est paru aux éditions Verticales,.
En 2014, elle est la première lauréate du Roman des étudiants France Culture-Télérama (ancien prix France Culture-Télérama), pour son roman Réparer les vivants, qui a été aussi couronné par le grand prix RTL-Lire 2014 ainsi que par le prix des lecteurs de L'Express-BFM TV, le prix Relay, et le prix Orange du Livre. Dans cet ouvrage, elle suit pendant 24 heures le périple du cœur du jeune Simon, en mort cérébrale, jusqu'à la transplantation de l'organe. La même année, elle reçoit le grand prix de littérature Henri-Gal pour l'ensemble de son œuvre.
En 2016, elle est « grand témoin » du Festival international de géographie.
En 2021, elle mène un travail réflexif avec des lycéens dans le cadre de leur PEAC qui aboutit à l'exposition « L'Art se livre », présentée au musée d'Orsay du 19 mai au 17 octobre 2021.
En novembre 2022, à Montréal, elle reçoit le Prix de la revue Études françaises pour Un archipel. Fiction, récits, essais publié par les Presses de l’Université de Montréal.
Du 20 novembre au 3 décembre 2023, elle est l'invitée d'honneur du Festival Lettres d'Automne à Montauban.

### Style
Le style de Maylis de Kerangal se caractérise essentiellement par l’usage d’une phrase ample dans laquelle prévaut la juxtaposition, alternant entre vivacité du tempo et dilatation temporelle ; c’est l’instant dans sa totalité que cette structure phrastique saisit et restitue.
Ce flux incorpore des éléments hétérogènes issus d’univers variés que ce soit sur le plan lexical (où « une langue qui se signale comme littéraire » côtoie « idiomes adolescents », xénismes et termes techniques), ou encore sur le plan énonciatif (« la trame principale est segmentée par l’alternance des voix et des points de vue »). Les registres participent aussi à ce « régime esthétique de l’hétérogénéité » dans la mesure où les termes rares et précieux laissent parfois la place à l’argot voire au terme grossier.
Le travail du rythme s’appuie également sur un travail de densification impliquant des pratiques de liage entre ces unités hétérogènes. Cet effet de condensation est particulièrement visible dans le traitement des discours rapportés : Maylis de Kerangal allège les marques typographiques des discours rapportés en supprimant les guillemets et, le plus souvent, les tirets dialogiques. En outre, les ellipses grammaticales du pronom sujet et de l’article dans les groupes parallèles concourent au travail de condensation et rappellent les effets obtenus sur le rythme par l’économie des marqueurs d’articulation – de même que l’usage de la virgule comme « opérateur de lissage » (et agissant ainsi sur la condensation) rappelle les usages du tiret et du point pour imposer une respiration singulière et créer du tempo.
La mise en œuvre de ces ressources stylistiques spécifiques permet ce que Claire Stolz nomme « sublimation poétique ». Cet effet de poétisation de l’ensemble du texte repose en particulier sur : l’intensité résultant du sentiment de densité et de fusion ; « l’effet de brouillage » des sources énonciatives provoquant une « confusion des voix » ; et sur le recours massif à l’hypotypose, « ressort fondamental de la poésie de cette prose », servie par un « rythme haletant » et par l’utilisation quasi exclusive du présent dans tout le texte.
Le style de Maylis de Kerangal repose enfin sur un équilibre entre « emphase lyrique », « précision technique » et dimension humoristique (activée grâce à une distance différente de l’ironie).

## Œuvres

### Romans, nouvelles et récits
- Je marche sous un ciel de traîne, Paris, éditions Verticales, 2000, 222 p. (ISBN 978-2-84335-064-1)
- La Vie voyageuse, éditions Verticales, 2003, 240 p. (ISBN 978-2-84335-161-7)
- La Rue, Paris, Éditions Pierre Terrail, coll. « 2000 ans d'images », 2005, 92 p. (ISBN 978-2-87939-293-6)
- Ni fleurs ni couronnes, éditions Verticales, 2006, 135 p. (ISBN 978-2-07-077720-4)
- Maylis de Kerangal (texte), Robin Goldring (peint.), La Peau d'une fille qui rentre de la plage, Paris, Galerie Prodromus, 2006, 31 p. (ISBN 978-2-9526019-2-4)
- Maylis de Kerangal et coll., Inculte, Spécial coupe du monde, Paris, éditions Inculte, 2006, 212 p. (ISBN 978-2-915453-31-7)
- Dans les rapides, Paris, éditions Naïve, coll. « Naïve sessions », 2007, 111 p. (ISBN 978-2-35021-086-5)
- Corniche Kennedy, éditions Verticales, 2008, 177 p. (ISBN 978-2-07-012219-6)
- Collectif, Minimum Rock'n'Roll : Binocles Œil de Biche & Verres Fumés, Bordeaux/ Paris, France, éditions Le Castor Astral, coll. « Musique », 2008, 176 p. (ISBN 978-2-85920-771-7)
- Maylis de Kerangal & Joy Sorman (dir.) et coll., Femmes et sport : Regards sur les athlètes, les supportrices, et les autres, Paris, Éditions Helium, 2009, 153 p. (ISBN 978-2-35851-019-6)
- Naissance d'un pont, éditions Verticales, 2010, 320 p. (ISBN 978-2-07-013050-4) Prix Médicis 2010[10] Prix Franz-Hessel 2010 Prix Gregor von Rezzori 2014
- Maylis de Kerangal (texte), Benoît Grimbert (photographies), Pierre Feuille Ciseaux, Marseille, Le bec en l'air, 2012, 88 p. (ISBN 978-2-916073-76-7)
- Tangente vers l'est, éditions Verticales, 2012, 134 p. (ISBN 978-2-07-013674-2)Prix Landerneau 2012[51]
- Réparer les vivants, Paris, éditions Verticales, 2014, 281 p. (ISBN 978-2-07-046236-0)

Grand prix RTL-Lire 2014
Roman des étudiants – France Culture-Télérama 2014
Prix Orange du Livre 2014
Prix des lecteurs de L'Express–BFM TV 2014
Prix Relay 2014
Premio Letterario Merck 2015 pour Riparare i viventi (tr. italienne de Réparer les vivants)
Wellcome Book Prize 2017 pour Mend the Living (tr. anglaise de Réparer les vivants)
- À ce stade de la nuit, éditions Guérin, 2014, 80 p.  (ISBN 978-2-35221-098-6)

Prix Boccaccio 2016
- Un chemin de tables, éditions du Seuil, coll. « Raconter la vie », 2016  (ISBN 978-2-37021-075-3), 106 p.
- Un monde à portée de main, éditions Verticales, 2018, 288 p. (ISBN 978-2-07-279052-2)
- Kiruna, La Contre Allée, 2019, 160 p. (ISBN 978-2-37665-004-1)
- Pour que droits et dignité ne s'arrêtent pas au pied des murs (ouvrage collectif en soutien à l'Observatoire international des prisons), éditions du Seuil, 2021
- Canoës, éditions Verticales, 2021  (ISBN 9782072945564), 176 p.
- Seyvoz avec Joy Sorman, 2022, éditions Inculte,  (ISBN 978-2-3608-4139-4), 112 p.
- Un archipel. Fiction, récits, essais, Presses de l'Université de Montréal, 2022  (ISBN 978-2-7606-4734-3), 251 p.

Prix de la revue Études françaises 2022
- Jour de ressac, éditions Verticales, 2024,  (ISBN 978-2-07-305497-5), 256 p.

### Albums pour enfants
- Maylis de Kerangal (texte), Alexandra Pichard (illustrations), Nina et les oreillers, Paris, Éditions Hélium, 2011, 28 p. (ISBN 978-2-35851-046-2)

## Adaptations au cinéma
- Corniche Kennedy, par Dominique Cabrera, sorti le 18 janvier 2017 en France.
- Réparer les vivants, par Katell Quillévéré, sorti le 2 novembre 2016 en France.
- Naissance d'un pont, en tournage par Julie Gavras

## Récompenses et distinctions

### Prix littéraires
- 2010 : Prix Médicis pour Naissance d'un pont
- 2010 : Prix Franz-Hessel pour Naissance d'un pont
- 2012 : Prix Landerneau, pour Tangente vers l'est
- 2014 : Prix Roman des étudiants France Culture-Télérama pour Réparer les vivants[17]
- 2014 : Grand prix RTL-Lire pour Réparer les vivants
- 2014 : Prix des lecteurs de L'Express-BFM TV[18] pour Réparer les vivants
- 2014 : Prix Relay[19]  pour Réparer les vivants
- 2014 : Prix Orange du Livre pour Réparer les vivants
- 2014 : Grand prix de littérature Henri-Gal, décerné par l'Institut de France sur proposition de l’Académie française, pour l'ensemble de son œuvre.
- 2014 : Prix Premio Von Rezzoni pour Naissance d’un pont
- 2015 : Premio Letterario Merck pour Riparare i viventi (tr. italienne de Réparer les vivants)
- 2016 : Premio Boccace pour À ce stade de la nuit
- 2017 : Wellcome Book Prize pour Mend the Living (tr. anglaise de Réparer les vivants)
- 2022 : Prix de la revue Études françaises pour Un archipel. Fiction, récits, essais

### Décorations
- Chevalière de la Légion d'honneur (2016)
- Officière de l'ordre des Arts et des Lettres (2019)[54]